# Gérald Gagnon
Gérald Gagnon (né le 24 juin 1933 à Montréal) est un écrivain québécois. Il a écrit plusieurs romans jeunesse tels Les diamants sous la neige et Swampou.

## Œuvres
- Trafic ~ éditions du Boréal, 1991
- L'Ours de Val-David ~ éditions du Boréal, 1990
- Blues 1946 ~ éditions du Boréal, 1991
- Otish ~ éditions du Boréal, 1992
- Roux le fou ~ éditions du Boréal, 1993
- La Sonate d'Oka ~ éditions du Boréal, 1994
- Canaille et Blagapar ~ édition du Boréal, 1995
- Swampou ~ éditions Soulières, 1999
- Des diamants sous la neige ~ éditions Soulières, 2007

## Prix et Distinctions
Lauréat au 9e Concours de Nouvelles de Radio-Canada avec le 2e Prix pour: Fantaisie sur cinq lettres,1993

## Sources
Maisons d'éditions ainsi que pour son prix.